# ليالي القدر
كل ماكتب في الاسفل عن ليلة القدر كذب و باطل ولا يمت للحقيقة بصلة
ليالي القدر هي ليالي التاسع عشر والواحد والعشرين والثالث والعشرين من شهر رمضان وهي يوم ضربة الإمام علي، ويوم موته، ويوم إنزال القرآن، وهي من أعظم المناسبات عند الشيعة ولا يضاهيها في الفضل سواها من الليالي.

## الأعمال العامة
- الغُسل، قال العلامة المجلسي: الأفضل أن يغتسل عند غروب الشّمس ليكون على غسل لصلاة العشاء.
- الصلاة ركعتان يقرأ في كلّ ركعة بعد الحمد التّوحيد سبع مرّات ويقول بعد الفراغ سبعين مرّة اَسْتَغْفِرُ اللهَ واَتُوبُ اِلَيْهِ.
- أخذ المصحف ووضعه بين اليدين وقول:

اَللّـهُمَّ اِنّي اَسْاَلُكَ بِكِتابِكَ وَما فيهِ وَفيهِ اسْمُكَ الاَكْبَرُ وَاَسْماؤُكَ الْحُسْنى، وَما يُخافُ وَيُرْجى اَنْ تَجْعَلَني مِنْ عُتَقائِكَ مِنَ النّارِ وتدعو بما بدالك من حاجة.
- وضع المصحف على الرأس وقول

اَللّـهُمَّ بِحَقِّ هذَا الْقُرْآنِ، وَبِحَقِّ مَنْ اَرْسَلْتَهُ بِهِ، وَبِحَقِّ كُلِّ مُؤْمِن مَدَحْتَهُ فيهِ، وَبِحَقِّكَ عَلَيْهِمْ، فَلا اَحَدَ اَعْرَفُ بِحَقِّكَ مِنْكَ ثمَّ قُل عَشر مرّات بِكَ يا اللهُ وعَشر مرّات بِمُحَمَّد وعَشر مرّات بِعَليٍّ وعَشر مرّات بِفاطِمَةَ وعَشر مرّات بِالْحَسَنِ وعَشر مرّات بِالْحُسَيْنِ وعَشر مرّات بِعَلِي بْنِ الْحُسَيْنِ وعَشر مرّات بُمَحَمَّدِ بْنِ عَلِيٍّ وعَشر مرّات بِجَعْفَرِ بْنِ مُحَمَّد وعَشر مرّات بِمُوسَى بْنِ جَعْفَر وعَشر مرّات بِعَلِيِّ بْنِ مُوسى وعَشر مرّات بِمُحَمَّدِ بْنِ عَلِيٍّ وعَشر مرّات بِعَلِيِّ بْنِ مُحَمَّد وعَشر مرّات بِالْحَسَنِ بْنِ عَلِيٍّ وعَشر مرّات بِالْحُجَّةِ وسؤال الحاجة.
- زيارة الإمام الحسين
- إحياء هذه اللّيالي الثّلاث ففي الحديث: مَنْ أحيى ليلة القدر غفرت له ذنوبه ولو كانت ذنوبه عدد نجوم السّماء ومثاقيل الجبال ومكائيل البحار.
- الصّلاة مئة ركعة فإنّها ذات فضل كثير، والأفضل أن يقرأ في كلّ ركعة بعد الحمد التّوحيد عشر مرّات.
- قول

اَللّـهُمَّ اِنّي اَمْسَيْتُ لَكَ عَبْداً داخِراً لا اَمْلِكُ لِنَفْسي نَفْعاً وَلا ضَرّاً، وَلا اَصْرِفُ عَنْها سُوءاً، اَشْهَدُ بِذلِكَ عَلى نَفْسي، وَاَعْتَرِفُ لَكَ بِضَعْفِ قُوَّتي، وَقِلَّةِ حيلَتي، فَصَلِّ عَلى مُحَمَّد وَآلِ مُحَمَّد، وَاَنْجِزْ لي ما وَعَدْتَني وَجَميعَ الْمُؤْمِنينَ وَالْمُؤْمِناتِ مِنَ الْمَغْفِرَةِ في هذِهِ اللَّيْلَةِ، وَاَتْمِمْ عَلَيَّ ما آتَيْتَني فَاِنّي عَبْدُكَ الْمِسْكينُ الْمُسْتَكينُ الضَّعيفُ الْفَقيرُ الْمَهينُ، اَللّـهُمَّ لا تَجْعَلْني ناسِياً لِذِكْرِكَ فيـما اَوْلَيْتَني، وَلا لاِِحْسانِكَ فيـما اَعْطَيْتَني، وَلا آيِساً مِنْ اِجابَتِكَ وَاِنْ اَبْطَأَتَ عَنّي، في سَرّاءَ اَوْ ضَرّاءَ، اَوْ شِدَّة اَوْ رَخاء، اَوْ عافِيَة اَوْ بَلاء، اَوْ بُؤْس اَوْ نَعْماءَ اِنَّكَ سَميعُ الدُّعاءِ.

## ليلة التاسع عشر

### الأعمال
- قول اَسْتَغْفِرُ اللهَ واَتُوبُ اِلَيْهِ مئة مرة.
- قول اَللّـهُمَّ الْعَنْ قَتَلَةَ اَميرِ الْمُؤمِنينَ مئة مرة.
- دعاء يا ذَا الَّذي كانَ وقد مضى.
- قول:

اَللّـهُمَّ اْجْعَلْ فيـما تَقْضي وَتُقَدِّرُ مِنَ الاََمْرِ الَْمحْتُومِ، وَفيـما تَفْرُقُ مِنَ الاََمْرِ الحَكيمِ في لَيْلَةِ الْقَدْرِ، وَفِي الْقَضاءِ الَّذي لا يُرَدُّ وَلا يُبَدَّلْ، اَنْ تَكْتُبَني مِنْ حُجّاجِ بَيْتِكَ الْحَرامِ، الْمَبْرُورِ حَجُّهُمُ، الْمَشْكُورِ سَعْيُهُمُ، الْمَغْفُورِ ذُنُوبُهُمُ الْمُكَفَّرِ عَنْهُمْ سَيِّئاتُهُمْ وَاجْعَلْ فيـما تَقْضي وَتُقَدِّرُ اَنْ تُطيلَ عُمْري وَتُوَسِّعَ عَلَيَّ في رِزْقي، وَتَفْعَلَ بي كَذا وَكَذا ويسأل حاجته عوض هذه الكلمة.

## ليلة الواحد والعشرين

### الفضل
فضلها أعظم من اللّيلة التّاسعة عشرة وينبغي أن يؤدّى فيها الأعمال العامّة لليالي القدر من الغسل والاحياء والزّيارة والصّلاة ذات التّوحيد سبع مرّات ووضع المصحف على الرّأس ودعاء الجوشن الكبير وغير ذلك وقد أكّدت الأحاديث استحباب الغُسل والاحياء والجدّ في العبادة في هذه اللّيلة واللّيلة الثّالثة والعشرين وانّ ليلة القدر هي احدهما.

## ليلة الثالث والعشرين

### الفضل
أكبر ليالي القدر وأفضلها، فيها نزل القرآن، ويستفاد من أحاديث كثيرة انّها هي ليلة القدر وفيها يقدّر كلّ أمر حكيم، ولهذه اللّيلة عدّة أعمال خاصّة سوى الأعمال العامّة التي تشارك فيها اللّيلتين الماضيتين.

### الأعمال
عدا عن الأعمال المشتركة بين الليالي الثلاث، هناك أعمال خاصة لهذه الليلة:
- قراءة سورتي العنكبوت والرّوم، وقال الصّادق (عليه السلام): انّ من قرأ هاتين السّورتين في هذه اللّيلة كان من أهل الجنّة.
- قراءة سورة حم دُخّان.
- قراءة سورة القدر ألف مرّة.
- تكرار دعاء الفرج
- قول:

اَللّـهُمَّ امْدُدْ لي في عُمْري، وَاَوْسِعْ لي في رِزْقي، وَاَصِحَّ لي جِسْمي، وَبَلِّغْني اَمَلي، وَاِنْ كُنْتُ مِنَ الاَْشْقِياءِ فَاْمُحني مِنَ الاَْشْقِياءِ، وَاْكتُبْني مِنَ السُّعَداءِ، فَاِنَّكَ قُلْتَ في كِتابِكَ الْمُنْزَلِ عَلى نَبِيِّكَ الْمُرْسَلِ صَلَوتُكَ عَلَيْهِ وَآلِهِ:(يَمْحُو اللهُ ما يَشاءُ وَيُثْبِتُ وَعِنْدَهُ اُمُّ الْكِتابِ.
- قول:

اَللّـهُمَّ اجْعَلْ فيـما تَقْضي وَفيـما تُقَدِّرُ مِنَ الاَْمْرِ الَْمحْتُومِ، وَفيـما تَفْرُقُ مِنَ الاَْمْرِ الْحَكيمِ في لَيْلَةِ الْقَدْرِ، مِنَ الْقَضاءِ الَّذي لا يُردُّ وَلا يُبَدَّلُ اَنْ تَكْتُبَني مِنْ حُجّاجِ بَيْتِكَ الْحَرامِ في عامي هذا الْمَبْرُورِ حَجُّهُمْ الْمَشْكُورِ سَعْيُهُمُ، الْمَغْفُورِ ذُنُوبُهُمُ، الْمُكَفَّرِ عَنْهُمْ سَيِّئاتُهُمْ، وَاجْعَلْ فيـما تَقْضي وَتُقَدِّرُ اَنْ تُطيلَ عُمْري وَتُوَسِّعَ لي في رِزْقي.
- قول:

يا باطِناً في ظُهُورِهِ، وَيا ظاهِراً في بُطُونِهِ وَيا باطِناً لَيْسَ يَخْفي، وَيا ظاهِراً لَيْسَ يُرى، يا مَوْصُوفاً لا يَبْلُغُ بِكَيْنُونَيِةِ مَوْصُوفٌ وَلا حَدٌّ مَحْدُودٌ، وَيا غائِباً غَيْرَ مَفْقُود، وَيا شاهِداً غَيْرَ مَشْهُود، يُطْلَبُ فَيُصابُ، وَلَمْ يَخْلُ مِنْهُ السَّماواتُ وَالاَْرْضِ وَمابَيْنَهُما طَرْفَةَ عَيْن، لا يُدْرِكُ بِكَيْف وَلا يُؤَيَّنُ بِاَيْن وَلا بِحَيْث، اَنْتَ نُورُ النُّورِ وَرَبَّ الاَْرْبابِ، اَحَطْتَ بِجَميعِ الاُمُورِ، سُبْحانَ مَنْ لَيْسَ كَمِثْلِهِ شَيْءٌ وَهُوَ السَّميعُ الْبَصيرُ سُبْحانَ مَنْ هُوَ هكَذا وَلا هكَذا غَيْرُهُ. ثمّ تدعو بما تشاء.
- الاغتسال غسلًا آخرًا في آخر اللّيل سوى ما يغتسله في أوّله.